# Ostracoberyx
Ostracoberyx è l'unico genere che compone la famiglia delle Ostracoberycidae. I pesci di questo genere sono pesci ossei di acqua salata.

## Descrizione
Vivono in acque piuttosto profonde (oltre i 200 metri di profondità) di gran parte dell'Oceano Indiano e della parte occidentale dell'Oceano Pacifico. Morfologicamente, questo genere si distingue in quanto i suoi esemplari presentano una pinna prominente che si estende nella porzione inferiore del preopercolo, così come due piccole pinne dorsali separate tra loro.

## Specie
Questo genere presenta tra diverse specie:
- Ostracoberyx dorygenys
- Ostracoberyx fowleri
- Ostracoberyx paxtoni